# Rocca Silvana

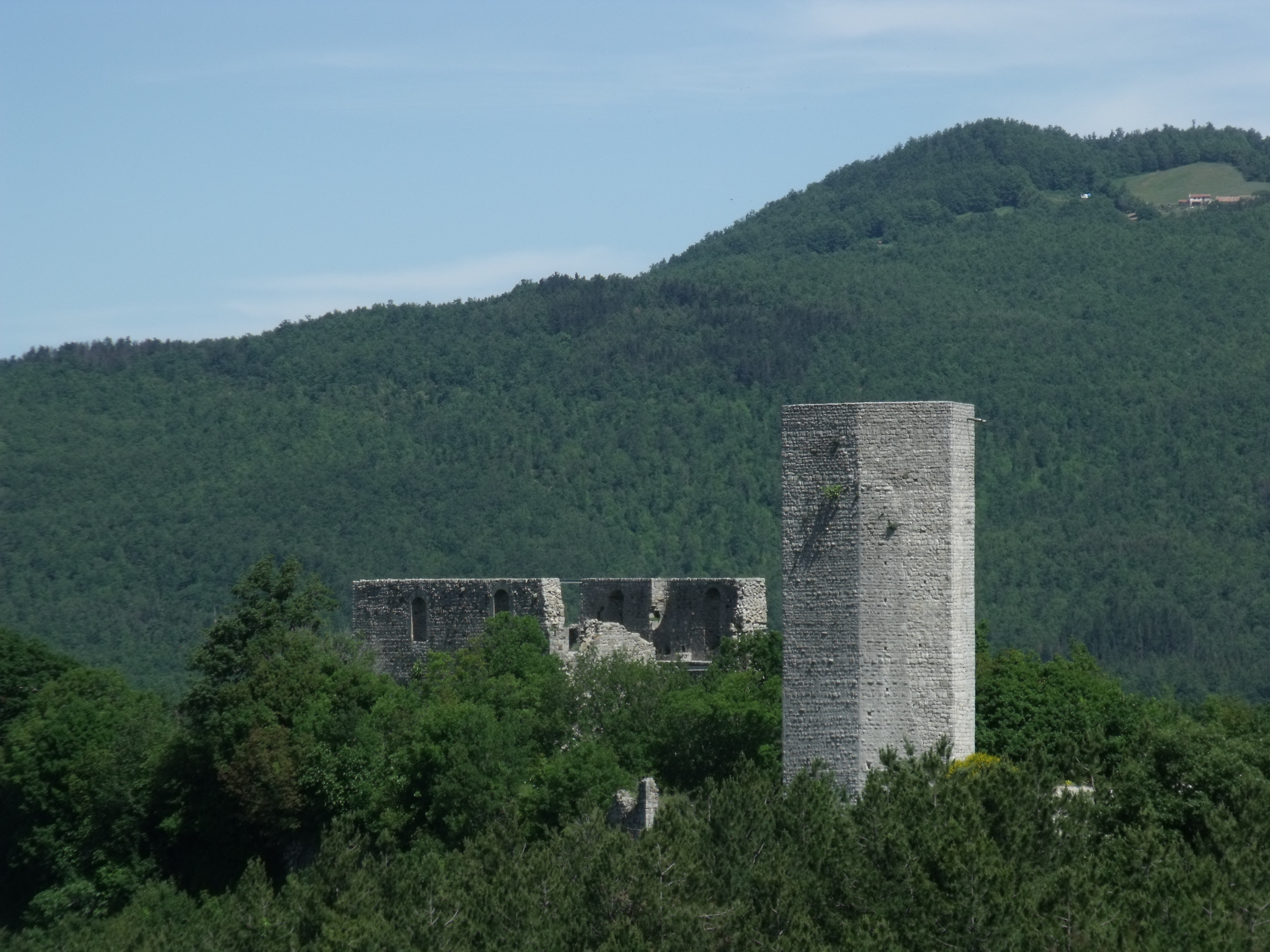
Panorama der Rocca Silvana

Die Burg Rocca Silvana, auch Rocca Selvena oder Roccaccia Selvena genannt, ist eine Befestigungsanlage in Castell’Azzara.

## Lage
Die Rocca Silvana liegt 2 km südwestlich unterhalb und nahe Selvena, einem Ortsteil von Castell’Azzara, Provinz Grosseto, Region Toskana in Italien. Die Burg liegt bei 573 m ca. 3 km östlich des Flusses Fiora und am Berg Monte Civitella (1107 m) südlich des Monte Amiata. Im Tal direkt unterhalb der Rocca fließt der Fosso della Canala.

## Geschichte
Erstmals schriftlich erwähnt wurde der Ort in den Dokumenten des Klosters San Salvatore di Monte Amiata aus dem Jahr 883 unter dem Namen Silbina. Zum Kloster gehörte der Ort bis ca. 1080, danach übernahm die Familie der Aldobrandeschi die Burg. Ab dem 12. Jahrhundert begann ein erheblicher Bevölkerungszuwachs, der durch wirtschaftlichen Wohlstand ausgelöst wurde. Zu dieser Zeit war der Ort wichtig für den Bergbau, da hier Cinnabarit gewonnen wurde. Die Minen der Miniera del Morone lagen hierbei direkt westlich unter der Festung bei 500 m. Eine weitere schriftliche Erwähnungen erhielt die Rocca am 22. Oktober 1208 in dem Testament von Ildebrandino VIII (degli Aldobrandeschi), in dem er seiner Frau Adalasia die Burg vermacht, und 1216, als der Familienzweig sich teilte und die Rocca Silvana dem Zweig von Guglielmo zufiel. Aus dem Jahr 1223 sind die Orvietaner als Herrscher dokumentiert, der Ort fiel dann aber nach kurzer Zeit wieder an die Aldobrandeschi. Im 13. Jahrhundert wurde die Burg mehrmals (1233, von Juni 1240 bis Juni 1241  unter dem Feldherren Pandolfo di Fasanella und 1250) von Friedrich II. belagert, konnte allerdings nicht eingenommen werden. Nach der Teilung der Familienzweige 1274 fiel die Burg dem Familienzweig der Aldobrandeschi aus Santa Fiora zu, die den Ort nun ab einen der Hauptsitze der Familie nutzten und ihn weiter ausbauten. Die Aldobrandeschi hielten den Ort bis 1339, mussten sich dann aber unter Iacobo und Pietro (del fu Bonifazio) Aldobrandeschi der Republik Siena unterwerfen. Diese Unterwerfung wurde fünf Jahre später von den 97 Einwohnern des Ortes per Schwur bestätigt. Ab 1348 herrschten die Orsini, ab 1417 gehörte der Ort zur Grafschaft Pitigliano. Weitere Konflikte um den Ort wurden von den Baschi aus Baschi bzw. Montemerano und den Orsini aus dem Zweig von Sovana ausgelöst. Nach der Heirat von Cecilia Aldobrandeschi mit Bosio Sforza 1439 ging der Ort in deren Besitz über. Eine letzte wichtige Rolle spielte die Burg im Konflikt von Siena mit Florenz, wobei letztere gewannen und den Ort im Herzogtum Toskana eingliederten. Im 17. Jahrhundert wurden verlor Silvana seinen militärischen Bezug, als die Anlagen in zivile Häuser umgewandelt wurden. Heute ist die Burg eine der wenigen unbewohnten Anlagen der Aldobrandeschi.

## Aufbau

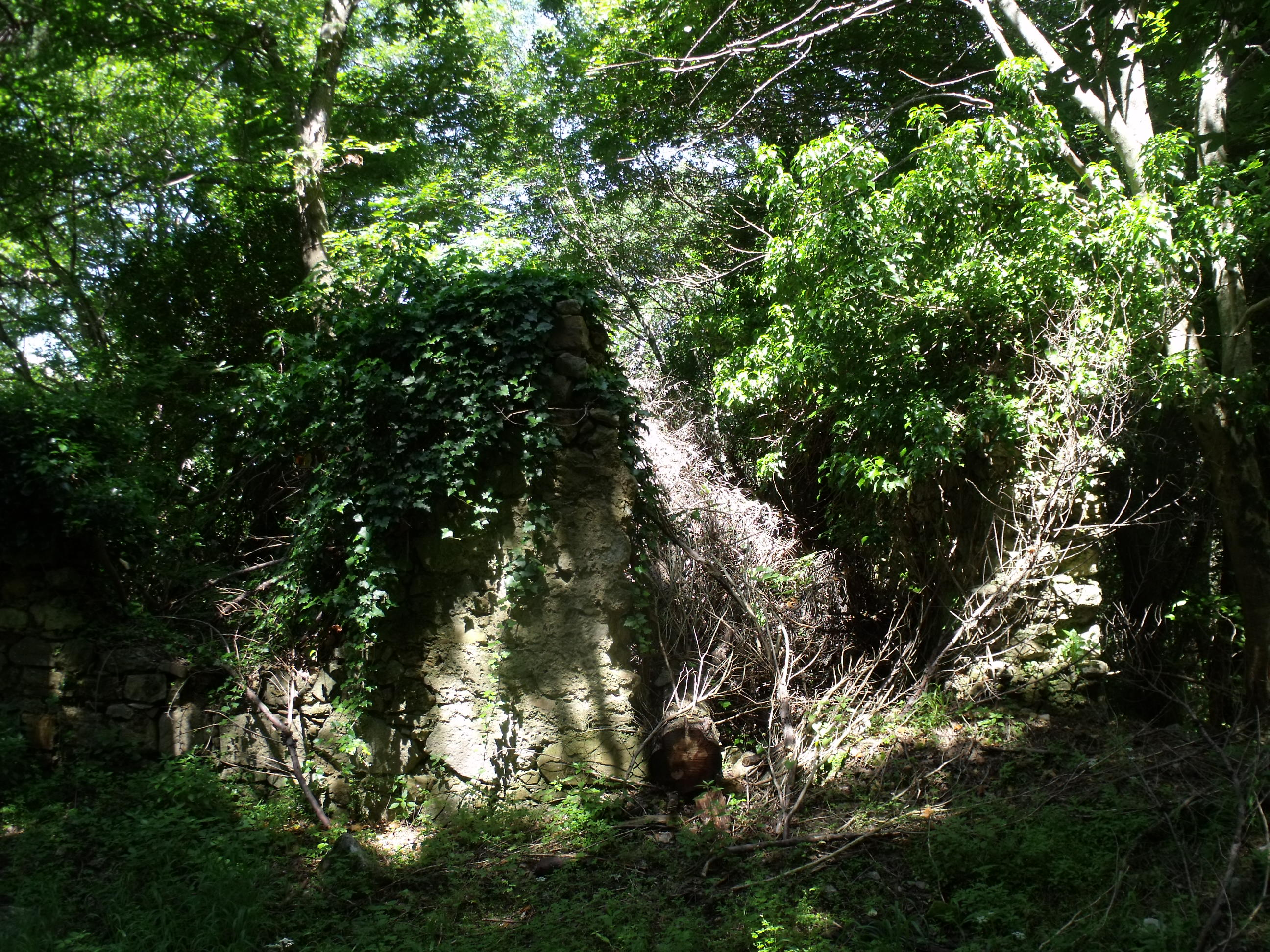
Die Ruinen der alten Pieve Chiesa di San Nicola di Bari

Die Burg bestand aus zwei Ringmauern, wobei die Äußere die bewohnten Häuser und die Innere den Palazzo feudale beschützte. Die Befestigungsanlage besaß zwei Türme, wobei der fünfeckige Turm (Ostturm) als Cassero diente. Die Türme entstanden im späten 11. oder frühen 12. Jahrhundert und waren wahrscheinlich mit einer Mauer verbunden. Der Ostturm wurde nach dem Angriff des Pandolfo di Fasanella 1241 erheblich ausgebaut.
In der zweiten Hälfte des 12. Jahrhunderts entstand ein Gebäude, das in seinen Maßen mit dem des späteren Palazzo degli Aldobrandeschi übereinstimmt. Aus der gleichen Zeit stammt die Befestigungsmauer, die die Burg von den bewohnten Unterorten trennte. Die Burg selbst wurde nach der Teilung der Familienzweige der Aldobrandeschi 1274 von dem Zweig aus Santa Fiora erheblich umgestaltet. Das einstöckige Gebäude wurde in den Palazzo dei Aldobrandeschi transformiert und erweitert und das (einzige) Stadttor wurde errichtet. Die befestigten Unterorte (Borghi) Borgo Ovest (Westort) und Borgo Est (Ostort) entstanden ab dem Anfang des 13. Jahrhunderts, wobei zunächst der Borgo Ovest entstand und erst später der Borgo Est,. und erreichten ihre maximale Ausdehnung am Anfang des 14. Jahrhunderts
Der Ort besaß zudem eine Kirche, die dem Nikolaus von Bari geweiht war (Chiesa di San Nicola di Bari) und im Borgho Est stand bzw. steht. Sie entstand 1238 auf Willen der Gräfin Tomasia (Tommasa Aldobrandeschi) und war Pieve bis ins 15. Jahrhundert. Die neue Pieve (Chiesa di San Nicola da Tolentino) wurde 1838 im Ort Selvena eingeweiht. Von der historischen Pieve sind nur noch heute sichtbare Mauerfragmente übrig geblieben.